# أوب إسرائيل
أوب إسرائيل هو هجوم سيبراني منسق من قبل معادي الصهيونية للهجوم على مواقع الويب التي ينظر على أنها إسرائيلية، أساساً من خلال هجمات الحرمان من الخدمة في توقيت ل7 أبريل 2013 أي في عشية يوم ذكرى المحرقة، وكان هدفها المعلن هو «محو إسرائيل من على شبكة الانترنت», وقد استهدفوا مواقع البنوك والمدارس والمنظمات الغير هادفة للربح وشركات القطاع الخاص والصحف ومتحف المحرقة الوطنية ياد فاشيم في إسرائيل والوكالات الحكومية.

## بداية الهجوم
وفي يوم 7 أبريل 2013 نفد ألاف الأعضاء من الأنونيموس هجماتهم على المواقع الإسرائيلية والتي كانت تعتمد بشكل أساسي بهجمات الحرمان من الخدمة وإستغلال حقن تعليمات إس كيو إل.

## الرسالة
مقطع «يوتيوب» لرسالة مجموعة «أنونيموس» التي تهدد بإزالة إسرائيل من شبكة الإنترنت. 
"نحن الأنونيموس: إلى الكيان الصهيوني، لفترة طويلة جدا، ونحن نتسامح مع جرائمكم ضد الإنسانية، ونغفر خطاياكم دون عقاب، من خلال إعلامكم المخادع، وسياستكم المكارة، ضللتم الجميع بادعائكم الديمقراطية، ولكن في الواقع هذا أبعد ما يكون عن الحقيقة، هدفكم الوحيد هو تحسين حياة قلة مختارة، في حين تنتهكون بلا مبالاة حريات الآخرين.شرد تعصبكم للصهيونية الملايين وقتل الكثير، وبينما أن العالم يصرخ، تضحكون بتخطيط هجومكم المقبل، ويتم كل هذا تحت ستار السلام، ولكن طالما نظامكم موجود فلن يتحقق السلام.تنعتون كل من يعارض أفكاركم ويرفض الامتثال لكم بالإرهابيين وضد السامية، وجعلتم العالم يؤمن بالمحرقة اليهودية التي لا أصل لها، ابتدعتموها أنتم وأولياؤكم ما لها من قرار، أنتم لا تستحقون الوجود، وستواجهون غضبنا نحن الأنونيموس.دولتكم تفتقد الشرعية، ولا تليق أن تمارس الحياة السياسة، لن نسمح لكم بانتهاك حرمة دولة ذات سيادة مشروعة، لا طالما عانت من مكركم، وستنتصر قريبا إن شاء الله.تتلخص حملتنا ضدكم في ثلاثة أهداف، الخطوة الأولى تبدأ بعد إصدار هذه الرسالة، حيث سنقوم بإزالة الكيان الصهيوني إزالة ممنهجة من شبكة الإنترنت، والخطوة الثانية سنقوم بكشف خططكم المستقبلية، وجرائمكم ضد الإنسانية للعالم أجمع، أما الخطوة الثالثة والأخيرة فسنقدمها لكم كهدية منا نحن "الأنونيموس". وينهي المتحدث الرسالة بترديد شعار الانونيموس.

## مخطط الهجوم
تناقلت مواقع التواصل الاجتماعية مقطع فيديو على اليوتيوب يظهر فيه شخص يلبس قناع المجموعة ويتحدث على الهجوم ويتطرق إلى ثلاث خطوات الأول مسح الكيان الصهيوني من شبكة الإنترنت بطريقة ممنهجة.
الثاني هو فضح الخطط المستقبلية الجرائم.
الثالث لم يتم الحديث عنه لكنه قال:«أما الخطوة الثالثة والأخيرة سنقدمها لكم هدية منا نحن الأنونيموس».
يذكر أن من الدول المشاركة: سوريا، لبنان، فلسطين، الأردن، مصر، السودان، الجزائر، إندونيسيا، المغرب، تركيا، تونس، السعودية.. وغيرها فيما وصلت أعداد المهاجمين إلى أكثر من 10.000 هاكرز.

## النتائج
كانت ابرز الاهداف التي طالها الهجوم:
- الكنيست الاسرائيلي
- وزارة الاستخبارات
- رئاسة الوزراء
- موقع وزارة الأمن
- موقع وزارة التربية
- سوق الاوراق المالية
- 20.000 حساب فيسبوك
- 500 حساب تويتر
- 3000 حساب مصرفي لمختلف البنوك الإسرائيلية
- أكثر من 400 موقع إلكتروني مفصلي تم اختراقه.

قدر العدد الكلي للهجمات بحوالي 44 مليون هجمة وبلغت الخسائر الناتجة حوالي 3 مليار دولار أميركي، بينما أوردت تقارير غير متطابقة بأن الخسائر قد تصل إلى 5 مليار دولار أميركي.
تم وضع في المواقع المخترقة رسائل لتحرير فلسطين والتنديد بالسياسات الحربية الإسرائيلية وكذلك تم وضع سور من القرآن الكريم في بعضها.وفي العام الذي ودعناه قبل أيام، تم تنسيق هجوم أخر في نفس التاريخ أي 7 أبريل 2014 والذي أعتبر المرحلة الثانية.ومن المنتظر أن تقوم المجموعة بمرحلتها الثالتة في أبريل 2015 بنفس التاريخ أيضا.
من الرسائل التي كتبها القراصنة على أحد المواقع الإسرائيلية المخترقة «نحن نسمع صراخاً من غزة.. نحن ندافع عن منطقتنا.. بالسابق كانت الحروب بالطائرات والدبابات أما الآن نحن ننتصر إلكترونياً ونهزمكم في الفضاء الإلكتروني... نحن ندمر.. نحن نستطيع الوصول لصفحتك الشخصية.. وجهازك الشخصي أينما تكون». وفي أحد التعليقات التي وضعها المخترقون في موقع تابع لقوات الاحتلال، إن كـان الإسـرائيليـون يمتـلـكون طائـرات حربيـة..! فإن الفلسطينييـن يمتلكـون عقـولا إلكـتـرونيـة..! وفي رسالة أخرى: إلى حكومة إسرائيل «أهلا بكم في انتفاضة الهاكرز».

## وصلات خارجية
- الصفحة والمجموعة الرسمية ل «أوب إسرائيل» على الفيسبوك
- رسالة من الأنونيموس إلى الكيان الصهيوني على يوتيوب.